# Pancrates (músic)
Pancrates o Pancraci, en llatí Pancrates o Pancratius, en grec antic Παγκρατης, Παγκράτιος, fou un poeta o músic grec, eminent segons sembla en el seu art, mencionat per Plutarc, que diu que imitava l'estil de Píndar i Simònides de Ceos, buscant una aparença antiga en les seves obres.
La notícia de Plutarc situaria a Pancrates com el seu propi contemporani o en tot cas hauria viscut molt poc abans. Plutarc no aclareix si era un músic, un poeta líric, un poeta tràgic, o es va dedicar a diverses branques al mateix temps.